# Ivan Anguélov
Ivan Anguélov (* 17. Juli 1942 in Kavala, Griechenland) ist ein bulgarischer Dirigent.

## Leben und Wirken
Ivan Anguélov studierte von 1962 bis 1969 an der Musikakademie in Sofia Dirigieren bei Vladi Simeonov und Komposition bei Alexander Raytchev. Er absolvierte Meisterklassen bei Igor Markevitch in Monte-Carlo (1971–1973) sowie bei Kiril Kondrashin in Moskau (1974–1975). Ebenfalls von 1974 bis 1975 war er Hospitant an der Bayerischen Staatsoper bei Wolfgang Sawallisch und Carlos Kleiber in München.
Im Jahre 1970 war Anguélov einer der Gründer von Jeunesse Musicale in Bulgarien und Gründer des Kammerorchesters gleichen Namens. Mit diesem gastierte er in Bulgarien, Frankreich, Belgien und Ungarn. Er war Gastdozent an der Musikakademie in Sofia (1970–1981). Als Dirigent leitete er das Sinfonieorchester Pleven (1973–1974) und war ab 1974 Dirigent an der Nationaloper Plowdiw, an der er von 1979 bis 1981 Chefdirigent war.
Anschließend war er als Chefdirigent in Biel/Bienne (1981–1985) und in Lausanne (1985–1989) tätig. Er war Initiator und Leiter der Sommer-Orchester-Akademie Acadia für junge Musiker aus Ost-Europa (Bulgarien, Ungarn, Rumänien) in der Schweiz (1989–1991). 1989 und 1990 wirkte er als Dirigent des Ballett der Oper Monte Carlo und leitete Konzerte und CD-Aufnahmen mit dem Orchestre Philharmonique de Monte-Carlo.
1990 war er Dirigent an der Oper Bonn und leitete hier das Orchester der Beethovenhalle. Als Gastdirigent führten ihn Reisen durch Europa.
Von 1994 bis 1998 übernahm er die Position des Chefdirigenten der Slowakischen National Oper in Bratislava und war von 1998 bis 2007 ständiger Gastdirigent des Slowakischen Radiosinfonieorchesters. Außerdem leitete er von 2002 bis 2007 als ständiger Gastdirigent der Oper Leipzig das Gewandhausorchester. Seit 2007 arbeitet er als freischaffender Dirigent mit internationalen Engagements.
Ivan Anguélov arbeitete unter anderem mit Regisseuren zusammen wie Robert Carsen, Johannes Schaaf, Pier Luigi Pizzi, Uwe Laufenberg und Künstlern wie Edita Gruberová, Éva Marton, Piero Cappuccilli, Neil Shicoff, Margaret Price, Grace Bumbry, Joan Pons, Gösta Winbergh, Anna Tomowa-Sintow, Sergej Larin, Paata Burtschuladse und Zoran Todorowich.

## Engagements (Auswahl)
Neben den bereits erwähnten Engagements arbeitete Anguélov international an zahlreichen bedeutenden Opernhäusern wie z. B. Deutsche Oper Berlin, Bayerische Staatsoper München, Hamburgische Staatsoper, Semperoper Dresden, Opernhaus Leipzig, Staatstheater Stuttgart, Oper Köln, Oper Basel, Königliche Oper Kopenhagen und Staatsoper Istanbul mit bekannten Orchestern u. a. in Paris, Monte-Carlo, Bern, Verona, Bologna, Brüssel, Amsterdam, Prag, Wien, Stockholm, Helsinki, Moskau, Budapest, Istanbul, Mexiko-Stadt, Santiago de Chile und Tokio.

## Aufnahmen
Anguélov veröffentlichte mehr als 30 Aufnahmen mit dem Orchestre Philharmonique de Monte-Carlo, dem Berliner Sinfonie Orchester, dem Opernorchester Lausanne, den Stuttgarter Philharmonikern, den Nürnberger Sinfonikern, dem Slowakischen Radiosinfonieorchester und dem Radiosinfonieorchester Sofia.
Anguélov komponierte die Musik zu einigen Fernsehfilmen – darunter Omega 25, Significance moment, Flucht mit Lucifer und fertigte neue Orchestrierungen für kleines Orchester wie Bilder einer Ausstellung von Modest Mussorgsky an.

## Preise und Ehrungen
- Preisträger des Internationalen Dirigenten Wettbewerb „N.Malko“- Kopenhagen. 1971
- Preisträger des Internationalen Dirigenten Wettbewerb – Monte Carlo 1972
- Auszeichnung der Union der bulgarischen Komponisten für zahlreiche Uraufführungen bulgarischer Musik – 1979.
- „Furtwängler Preis“ (1995) für besonders hohe künstlerische Leistungen zusammen mit dem Ensemble der Slowakischen National Oper Bratislava (Chefdirigent)
- „Goldene Orpheus“ Preis der Opera Bastille – Paris, für beste Aufnahme der Musik von Richard Wagner, 2001
- „Goldstift“ Sofia 2007 für einen Beitrag zur bulgarischen Kultur und Kunst
- Ehrenmedaille „150 Jahre Opera Santiago de Chile“ 2008
- Ehrenmedaille „Boris Christoff“ anlässlich des 100-jährigen Jubiläums von Boris Christoff

Diskografie
- Antonin Dvorak / The 9 Symphonies / Slovak Radio Symphony Orchestra (5-CD-Box) / OEHMS Classics OC 376
- A.Dvorak – Symphonia No.6 / Bohemian Suite / Slovac Radio Symphony Orchestra / ARTE NOVA 74321 91054
- Saint-Saens – Symphony Nr.1 / Bizet -Symphony „Roma“ / Slovak Radio Symphony Orchestra / ARTE NOVA 74321 80795 2
- N.Paganini – Concerto Nr 1 pour Violon / A. Khatchaturian / Concerto pour Violon / Christophe Boulier (Violon) / Orchestre Philharmonique de Monte Carlo / REM Edition 311030 XCD
- Marcel Henri Faivre / Symphonies Nr.3 et 4 / Musique pour cordes / Orchestre Philharmonique de Monte Carlo / FIDSOUND 1990 CNAI – Paris
- Marcel Henri Faivre – Symphonie Nr.5 / Nuits - Ballet pour cordes / Orchestre Philharmonique de Monte Carlo / FIDSOUND 1990 CNAI – Paris SC 875 87501
- Richard Wagner – Tristan und Isolde / Robert Dean Smith, Linda Watson, Martin Bruns / Slovac Radio Symphony Orchestra / OEHMS Classics OC 527
- Zwaag – Clarinetconcerto/Celloconcerto / Variation for Piano and Orchestra / Nürnberger Symphoniker / DRC DUTCH
- Alfred Brüggemann – Sinfonia Sentimentale op.11 / Sofia Symphony Orchestra
- Berühmte Opernchöre – Choir of the National Opera Bratislava / Slovac Radio Symphony orchestra ARTE NOVA 7432178760 2
- Edita Gruberova, Heidi Brunner, Neil Shikoff, Daniel Borowski – Chor des Theaters Basel / Basel Sinfonietta Opern Gala 2000
- Giuseppe Verdi – Il Trovatore / Gesamtaufnahme – Bogza, Alperin, Zvetanov, Morosow, Kubovcik / Slovac Radio Symphony Orchestra / Choir of the National Opera Bratislava / ARTE NOVA 74321 721102
- Hans Werner Henze – Boulevard Solitude / Gesamtaufnahme / Vassileva, Pruett, Falkman, Salzmann, Brewer, Ottewaere / Orchestre des Rencontres Musicales Opera Lausanne / CASCAVELLE VEL 1006
- Antonin Dvorak – Symphony No.9 „From the New World“ / Bohemian Suite / Slovac Radio Symphony Orchestra / OEHMS Classics OC 555
- Famous Opera Choruses – Choir of the National Opera Bratislava / Slovac Radio Symphony Orchestra OEHMS Classics OC 219